# Thyroptera wynneae
Thyroptera wynneae är en fladdermus i familjen sugskålsvingade fladdermöss som förekommer i Sydamerika. Artepitet i det vetenskapliga namnet hedrar Patricia J. Wynne som illustrerar zoologiska böcker och avhandlingar.
Arten är känd från tre områden i nordöstra Peru respektive i sydöstra Brasilien. Habitatet i Peru är regnskogar som inte översvämmas. Kanske besöker fladdermusen träskmarker i närheten som domineras av palmer från släktet Mauritia. Regionen i Brasilien är däremot täckt av ganska öppna skogar.
Denna fladdermus skiljer sig från andra släktmedlemmar i flera egenskaper. Den har trefärgade hår på undersidan, ulliga hår vid axlarna, svansflyghuden är delvis täckt med tät päls, vingarna bär glest fördelade hår och de yttersta framtänderna per sida i underkäken är lika höga som de två andra framtänderna. Dessutom är sugskålen oval. Ett exemplar från Brasilien hade 31 mm långa underarmar. Håren på ovansidan är över nästan hela längden enfärgade med undantag av en ljusare region vid roten vad som ger en ljusbrun päls med otydlig grå skugga. Arten har en mörkbrun flygmembran. Djurets tandformel är I2/3, C1/1, P3/3, M3/3, alltså tillsammans 38 tänder. Tre exemplar var med svans 6,4 till 6,8 cm långa, svanslängden var cirka 2,6 cm och vikten varierade mellan 2,6 och 3,8 g. Individerna hade ungefär 0,4 cm långa bakfötter och cirka 1,2 cm stora öron.
Fram till 2016 var arten bara känd från fyra exemplar. Den listas av IUCN med kunskapsbrist (DD).